# エティエンヌ・ライネン
エティエンヌ・ライネン（Etiënne Reijnen、1987年4月5日 - ）は、オランダ・ズヴォレ出身の元サッカー選手。ポジションはDFであった。

## 経歴
2018年1月31日、マッカビ・ハイファFCと6ヶ月の短期契約を結んだ。
2019年7月21日、ズヴォレに復帰した。
2020年5月20日、現役引退を発表した。